# Silver Plume
Silver Plume és una població dels Estats Units a l'estat de Colorado. Segons el cens del 2000 tenia 203 habitants.

## Demografia
Segons el cens del 2000, Silver Plume tenia 203 habitants, 93 habitatges, i 47 famílies. La densitat de població era de 313,5 habitants per km².
Dels 93 habitatges en un 24,7% hi vivien nens de menys de 18 anys, en un 47,3% hi vivien parelles casades, en un 2,2% dones solteres, i en un 48,4% no eren unitats familiars. En el 39,8% dels habitatges hi vivien persones soles el 4,3% de les quals corresponia a persones de 65 anys o més que vivien soles. El nombre mitjà de persones vivint en cada habitatge era de 2,18 i el nombre mitjà de persones que vivien en cada família era de 3,02.
Per edats la població es repartia de la següent manera: un 22,2% tenia menys de 18 anys, un 11,8% entre 18 i 24, un 33,5% entre 25 i 44, un 30% de 45 a 60 i un 2,5% 65 anys o més.
L'edat mediana era de 38 anys. Per cada 100 dones de 18 o més anys hi havia 129 homes.
La renda mediana per habitatge era de 35.208 $ i la renda mediana per família de 41.667 $. Els homes tenien una renda mediana de 33.750 $ mentre que les dones 23.438 $. La renda per capita de la població era de 18.880 $. Entorn del 18,3% de les famílies i el 25,3% de la població estaven per davall del llindar de pobresa.

## Poblacions més properes
El següent diagrama mostra les poblacions més properes.